# 花岡学院
花岡學院（はなおかがくいん）は、かつて東京府北豊島郡上練馬村（現東京都練馬区）にあった私立尋常小学校。日本初の私立の林間学校。

## 概要
神田の小児科開業医である花岡和雄医師（華岡青洲の甥・良平の孫）が、長男の忠男のためにペスタロッチ教育（オスウィーゴー運動）を教育方針とした学校設立を目的として、私財を投じて妙安寺（旭町3-10に所在）から12,000坪を借地して設立した。
学院本部（集中暖房を備えたスレート葺き平屋建の洋館、92坪）、寄宿舎（木造2階建、123坪）、運動場、25mプール（湧水利用）、日光浴場兼雨天体操場（総ガラス張）があった。
教師は、童謡詩人の清水かつらや、『珍品堂主人』のモデルされる秦秀雄など、経営者の知人らが担当した。

### 尋常小学校
設立目的は「小学校令ニ依リ普通教育ヲ施シ特ニ自然生活ヲ基調トシテ虚弱児童ノ健康ノ増進ト個性ノ陶冶完成ヲ目的トス」とし、ペスタロッチ教育を教育方針とした。
寄宿制、月謝は30円程度（当時のサラリーマン平均月給は20数円）で、裕福な家庭（大臣や外交官）の子女20名ほどの生徒が通った。

### 日曜郊外学校
1921年（大正10年）に開設し、神田区の虚弱児を対象に参加を呼び掛けた。
募集人員は50人、9:20始業、12:00から30分間昼食、14:30まで運動、15:00おやつ、15:30放課で、費用はひと月50銭。

### 夏季林間学校
7月下旬と8月中旬から2週間ずつ開校し、それぞれ20 - 30人ずつ募集した。
1932年（昭和7年）ころからは、東京市払下げの学院の大型バスで神田区から生徒を運んだ。

## 歴史
- 1920年（大正9年）10月 - 花岡和雄が、花岡學院（無認可養護学校）を設立。
- 1920年（大正9年）12月15日 - 東京府知事へ私立尋常小学校設立認可願を、花岡和雄が提出。
- 1921年（大正10年）4月10日 - 尋常小学校として開校。生徒は1名。
- 1921年（大正10年）10月27日 - 府へ、日曜郊外学校設置届を提出[1]。
- 1928年（昭和3年） - 入学生徒3名、在校生10名、卒業生2名であった。
- 1933年（昭和8年） - 清水かつらが、講師に加わる。
- 1942年（昭和17年） - 個人経営が困難となり、神田区に寄贈する。
- 1943年（昭和18年）3月 - 神田区議会で、区営養護施設として神田區武蔵健兒學園創設を決議する。
- 1943年（昭和18年）3月28日 - 開園式を開く。
- 1944年（昭和19年） - 神田区からの学童疎開の児童が多くなる。
- 1945年（昭和20年）4月25日 - 東福寺（埼玉県荒木村、現行田市荒木1652-9）へ学童疎開する。
- 1949年（昭和24年）ころ - 連合国軍に接収され、閉鎖する。

後に同地は、グラントハイツ汚水処理場となる。

## 所在地
東京府北豊島郡上練馬村下土支田368番地（後の板橋区練馬土支田町一丁目368、現在の練馬区旭町二丁目付近）
現在は光が丘公園（牛蒡口からあけぼの橋までの間）となる。